# Begonia × albopicta
Begonia × albopicta é uma espécie de Begonia.

## Sinônimos
- Begonia × argenteoguttata M.Lemoine
- Begonia maculata var. albopicta (W.Bull) Fotsch